# Kim Sowol

Kim Sowol (1902-1934) es conocido por sus contribuciones a la poesía coreana premoderna. Durante su vida escribió poesía en un estilo que recuerda a las canciones tradicionales coreanas. "Azaleas" (진달래꽃) es uno de sus poemas más famosos. Los temas de la partida y la pérdida recuerdan a los de la canción tradicional "Arirang". Debido a como usa la música y el tono de las canciones antiguas se le conoce como el poeta de las canciones tradicionales".

## Biografía
Kim Sowol nació el 6 de agosto de 1902 en Kwaksan, provincia de Pyongan del Norte, en la actual Corea del Norte y murió el 24 de diciembre de 1934. Al poco de nacer, su padre enfermó. Esto afectó la juventud del poeta y finalmente lo llevó a una muerte prematura. Su abuelo le enseñó chino clásico y entró con quince años en la afamada escuela secundaria Osan (a la que también fueron Baek Seok y Kim Eok). Este último, conocido también como Anso, no sólo fue su mentor el resto de su vida sino alguien que entendió el crecimiento y el final abrupto del poeta. El nombre real de Kim Sowol era Kim Jeong-sik (김정식;金廷湜).  
En 1923 fue a Japón, aparentemente para estudiar, pero volvió a Seúl en el mismo año, donde estuvo los dos años siguientes intentando crearse un porvenir en la literatura. Luego volvió a su tierra, a la ciudad de Namsai, donde trabajó como administrador de una oficina local del diario Dong-A Ilbo. Sus poemas siguieron apareciendo en el periódico, pero la calidad fue empeorando y su vida se fue por los derroteros del alcohol hasta que finalmente se suicidó en 1934.

## Obra
La mayoría de sus poemas están contenidos en Azaleas, su primera y única colección de poemas publicada en vida. Las escribió en 1925 cuando aún era adolescente. Después de graduarse de la Escuela de bachillerato Paichai, fue profesor durante un tiempo y después se marchó a Japón para estudiar comercio. Mientras estudiaba, publicó varios poemas en Kaebyeok y otras publicaciones literarias. Continuó publicando sus poemas después de volver hasta su muerte. Murió en 1934 en lo que se cree que fue un suicidio. Su profesor Anso publicó un volumen de poemas seleccionados de Sowol en 1935. Estos incluían sus memorias y un ensayo crítico, en el que declara que el verdadero genio del poeta es componer versos con el ritmo de las canciones tradicionales coreanas, haciendo que los poemas vayan directos al corazón de la gente.

## Obras en coreano (lista parcial)
- Poema "Primavera del errante"
- Poema "Azaleas"
- Poema "Madre y hermana"
- Poema "Invocación"
- Poema "El camino"